# Национални пут Јапана 118
Национални пут Јапана 118 је Национални пут у Јапану, пут број 118, који спаја градове Мито  у префектури Ибараки и Аизувакамацу у префектури Фукушима, укупне дужине 206,1 км.

## Везе са главног пута
- Национални пут Јапана 50
- Национални пут Јапана 123
- Национални пут Јапана 293
- Национални пут Јапана 289
- Национални пут Јапана 4
- Национални пут Јапана 294
- Национални пут Јапана 121
- Национални пут Јапана 49